# Tyneside
Le Tyneside est une conurbation du nord-est de l'Angleterre, telle que définie par le Office for National Statistics (« Bureau national des statistiques »), qui abrite plus de 80 % de la population du comté de Tyne and Wear. Elle comprend la ville de Newcastle upon Tyne et les arrondissements métropolitains de Gateshead, North Tyneside et South Tyneside, qui sont tous situés sur les rives de la rivière Tyne. La population de l'agglomération était de 879 996 selon le recensement de 2001, ce qui en fait la sixième plus grande agglomération du Royaume-Uni. La seule grande agglomération de Tyne and Wear qui ne fait pas partie de la conurbation du Tyneside est Tyneside Sunderland, qui fait partie du Wearside.